# Fatma Grami
Fatma Grami, née le 2 février 1992, est une escrimeuse tunisienne.

## Biographie
Fatma Grami remporte la médaille d'or en sabre par équipes aux championnats d'Afrique 2010 à Tunis.
Elle a étudié à l'université Paris-Nanterre.